# 李爱民
李爱民（1963年3月—），南京大学教授、盐城环保技术与工程研究院院长，研究方向为流域污染控制与生态修复、环境功能材料的合成及应用等，任“863”项目评审专家，《环境工程技术学报》等刊物编委，中华人民共和国教育部2009年度“长江学者”特聘教授，享受国务院政府特殊津贴。

## 生平
1984年毕业于原扬州师范学院化学系（今扬州大学化学化工学院），1989年获得南开大学化学系有机化学获理学硕士。2000年起在南京大学攻读博士，后于该校任教。